# ズイナ
ズイナ Itea japonica Oliv. はズイナ科(かつてはユキノシタ科)の植物である。落葉性の低木で初夏に白い穂になる花をつける。

## 特徴
落葉性の低木。幹の高さは1～2m程度までで、枝はよく伸び、よく分枝を出す。その年に出た枝は緑色で、花をつけない枝では6～8枚の、花をつける枝では3～5枚の葉を互生する。前の年の枝は普通は褐色になり、円形から楕円形の皮目をまばらに着ける。また葉や花序は普通は着けない。葉は草質で葉身の形は卵状楕円形から卵形で長さは5～12cm、先端は尖り、基部は幅広いくさび形から円形になっており、縁には不揃いの細かな鋸歯がある。葉の表裏の両面とも、脈の上に微小な毛があるか、または無毛、裏面では側脈が突き出している。葉柄は長さ5～13mm。葉は梅雨明けに黒みを帯びる。
花期は5～6月で、花序を普通は枝の先端に着ける。花序の形は総状花序で、長さは5～17cm、花序の軸には短く白い毛が密生しており、それらの毛は立っている。花は花序の軸の節毎に1～3個が束になって付いている。苞は線状披針形から線形で長さは約1.5mm。花柄は長さ2.5～7mmで、花序軸に対してほぼ直角に出ており、微小な毛がある。花筒は浅い椀状をしており、萼の裂片より短い。萼裂片は5個あり、三角状披針形で長さは1mm、開花の時には斜めに開く。花弁は五枚で、三角状披針形または狭披針形をしており、長さは3～5mm。色は白で直立、または斜めに立ち、開花後も果実の時期まで残っている。雄しべは5個、花糸は長さが約1.5mm、下の方に微小な毛がある。葯は長さ0.5mmほど。子房は上位で、広卵形をしており、その基部は花盤が取り巻いている。花柱は長さ0.6mmで直立している。蒴果は広卵形で長さが約0.8mmで、熟すると黒くなり、網状の模様がある。蒴果が熟する頃には短い柄が反り返る。
和名の意味について、牧野原著(2017)ではズイ菜であり、菜とあるのは新葉を食用にするから、と言い、ただしズイの意味はわからない、としている。他方で倉田悟は「髄菜」であるとし、この植物の髄が灯心に用いられ、若葉が食用とされたことによる、としている。別名にヨメナノキがある。その他の別名として倉田はムスメナ、サカヤムスメ、サカヤヨメナ等をあげており、これらは若枝がほんのりと紅色を帯びることから酒屋の娘を連想したものと述べている。

## 分布と生育環境
日本の固有種で、本州の近畿地方以西と四国、九州に分布する。タイプ標本は長崎で庭園に栽培されていたもので、キュー王立植物園の採集家である R. Oldham が1862年に採集したものである。
林縁や沢に沿ってみられる。

## 分類など
本種の属するズイナ属 Itea は世界に16種があり、日本には本種の他に以下の1種がある。
- I. oldhamii ヒイラギズイナ

この種は南西諸島から台湾に分布するもので、名前はその幼木の葉がヒイラギのような鋭い棘を葉の縁に持つことによる。成木になるとほぼ滑らかな縁を持つようになるが、その葉質は革質で厚くて固く、また樹高も10mに達する場合があり、本種とはかなり印象の異なるものである。

## 利害
若葉を食用にする。

## 保護の状況
環境省のレッドデータブックでは指定がなく、県別では愛媛県で絶滅危惧I類、宮崎県で準絶滅危惧の指定があるのみである。